# Сьюдад-дель-Кармен
Сьюдад-дель-Кармен (исп. Ciudad del Carmen) — город в Мексике, в штате Кампече, входит в состав муниципалитета Кармен и является его административным центром. Численность населения, по данным переписи 2020 года, составила 191 238 человек.

## Исторические сведения
Испанские исследователи во главе с Хуаном Грихальвой прибыли на остров в 1518 году, обнаружив несколько поселений майя. Они назвали остров Терминос, но колонизацию отложили.
В 1558 году остров открыли для себя пираты, который был удобен для ремонта кораблей, а также как стратегическое место для нападения на испанские корабли, и зарождающиеся вблизи города.
В 1663 году генерал-капитан Юкатана — Франсиско Эскивель де ла Роса получил донесения с расположением пиратских укреплений. Предпринимались несколько попыток изгнать пиратов с острова, но вплоть до 1717 года они не увенчались успехом. 16 июля пираты были разгромлены, а на острове началось строительство пресидио с казармами. Этот день считается днём почитания Богоматери Карменской, в честь которой остров и новое поселение получили название Carmen.
В 1828 году поселению присваивают статус вильи, а в 1856 году — статус города.

## Инфраструктура
Город обслуживает международный аэропорт Сьюдад-дель-Кармен.

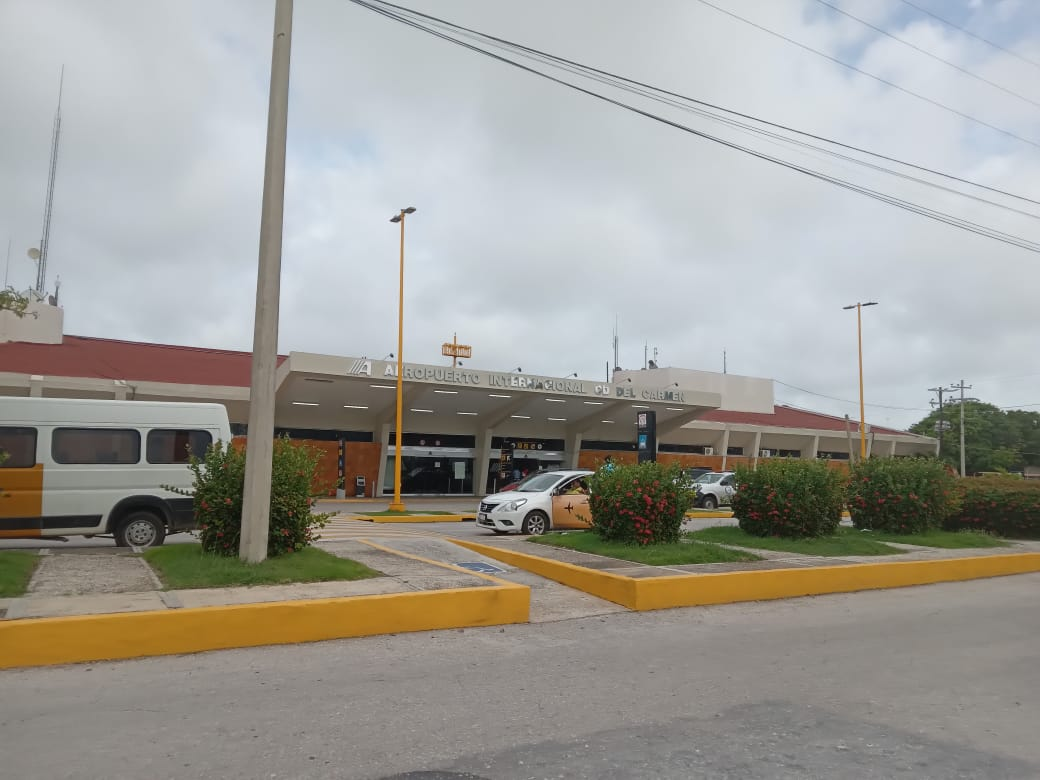
Аэропорт Сьюдад-дель-Кармен